# Абранка (річка)
Абранка — річка в Україні, у Воловецькому районі Закарпатської області. Ліва притока Латориці (басейн Дунаю) 

## Опис
Довжина річки приблизно 8,3 км, найкоротша відстань між витоком і гирлом — 4,37 км, коефіцієнт звивистості річки — 1,91. Формується з багатьох безіменних струмків.

## Розташування
Бере початок на західній стороні від селища Воловець. Спочатку тече на північний схід, потім на північний захід через село Абранку і на південно-східній стороні від села Підполоззя впадає у річку Латорицю, ліву притоку Бодрогу. 
Біля гирла річку перетинає євроавтошлях E50М06.

## Цікавий факт
- У селі Абранка на лівому березі річки розташована церква Введення в Храм Пресвятої Богородиці.[2]